# Arturo Jirón
Arturo Humberto Jirón Vargas (6 de diciembre de 1928 - Santiago, 30 de octubre de 2014) fue un médico cirujano, académico y político chileno. Se desempeñó como ministro de Salud Pública durante el gobierno del presidente Salvador Allende entre noviembre de 1972 y agosto de 1973, y sobrevivió al golpe de Estado del 11 de septiembre de ese último año en el Palacio de La Moneda.

## Familia y estudios
Nació el 6 de diciembre de 1928, hijo de Emma Vargas y de  Gustavo Jirón Latapiat, médico del presidente Pedro Aguirre Cerda, académico y senador radical por Santiago entre 1941 y 1949. Realizó sus estudios primarios y secundarios en el Instituto Nacional, continuando con los superiores en la Facultad de Medicina de la Universidad de Chile, desde la cual se tituló de médico cirujano en 1952, con la memoria «Contribución al estudio de la anatomía normal del pulmón en el recién nacido y en el adulto».
Se casó con María Angélica Silva Morales, con quien tuvo tres hijos; Ricardo Antonio, Arturo y Patricia.
En su exilio en Venezuela, conoció y se casó con su segunda esposa, con quien estuvo casado hasta su fallecimiento, Gisela Cordero Saldivia, su hijastra María Fernanda Velásquez y su nieta Beatriz Eugenia Di Polo. 

## Carrera profesional y política
Tras titularse, se desempeñó como profesor de medicina en la Universidad de Chile y trabajó en la clínica San Pancracio, y el Hospital San Juan de Dios. En esta última tuvo como alumna a Beatriz Allende, hija de Salvador Allende, político socialista con quien entablaría una amistad.
El 3 de noviembre de 1970, Allende asumió como presidente de la República, y lo determinó como sus médicos personales junto al cardiólogo Óscar Soto, quienes ya habían realizado dicha labor durante su campaña presidencial. A pesar de no ser militante de ningún partido político, el 3 de noviembre de 1972 fue nombrado como titular del Ministerio de Salud Pública por el presidente Allende. El 28 de agosto de 1973 presentó su renuncia al cargo por las disputas que se suscitaban al interior del Servicio de Salud y del ministerio mismo, entre los distintos bandos de la Unidad Popular (UP). Fue sucedido en su reemplazo el radical Mario Lagos Hernández, sin embargo se mantuvo como médico de Allende.
El 11 de septiembre de 1973 se produjo un golpe de Estado contra Allende liderado por el general Augusto Pinochet, el que lo sorprendió en el Palacio de La Moneda. Sobrevivió al ataque de las fuerzas armadas, pero fue detenido por los militares y llevado a la Escuela Militar junto con varios personeros del gobierno allendista. Posteriormente fue trasladado al centro de detención Isla Dawson. El 7 de mayo de 1974 sufrió una perforación de úlcera duodenal, y al día siguiente fue trasladado junto con otros prisioneros políticos a la Academia de Guerra de la Fuerza Aérea (AGA). Posteriormente pasó por el arresto domiciliario hasta que en enero de 1975 se exilió en Caracas, Venezuela, donde trabajó en la Universidad Central de Venezuela.
Regresó a Chile y continuó ejerciendo su profesión y la docencia en la Universidad de Chile, desde mayo de 1989. En diciembre de 2008 fue galardonado con la "Condecoración de Honor de la Orden Médica Chilena" por el Colegio Médico de Chile, premio que también recibieron su padre y Salvador Allende.
Falleció el 30 de octubre de 2014, a los 85 años, en el Hospital San Juan de Dios de Santiago, donde se había desempeñado como médico por décadas.